# Céramique apulienne à figures rouges

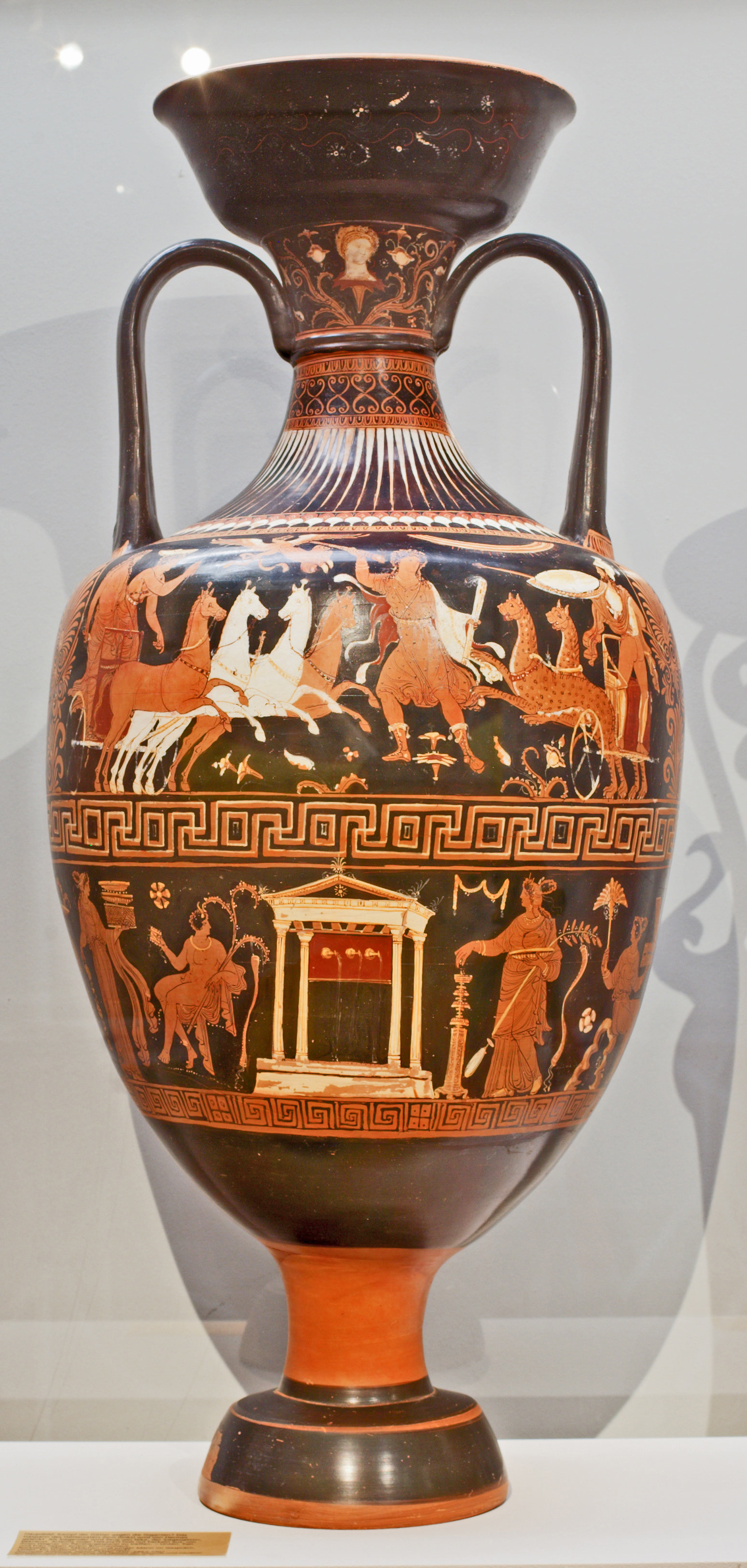
Amphore apulienne du Peintre de Darius, v. 350. Bataille des dieux contre les géants ? L'« équipe » de Zeus (à gauche) est dirigée par Hermès. Zeus, vainqueur, est couronné par Nike. Une déesse (Artemis ou Hécate) surgit avec des torches pour affronter l'équipe adverse. Dessous : Pan et une femme de chaque côté d'une fontaine. Munich

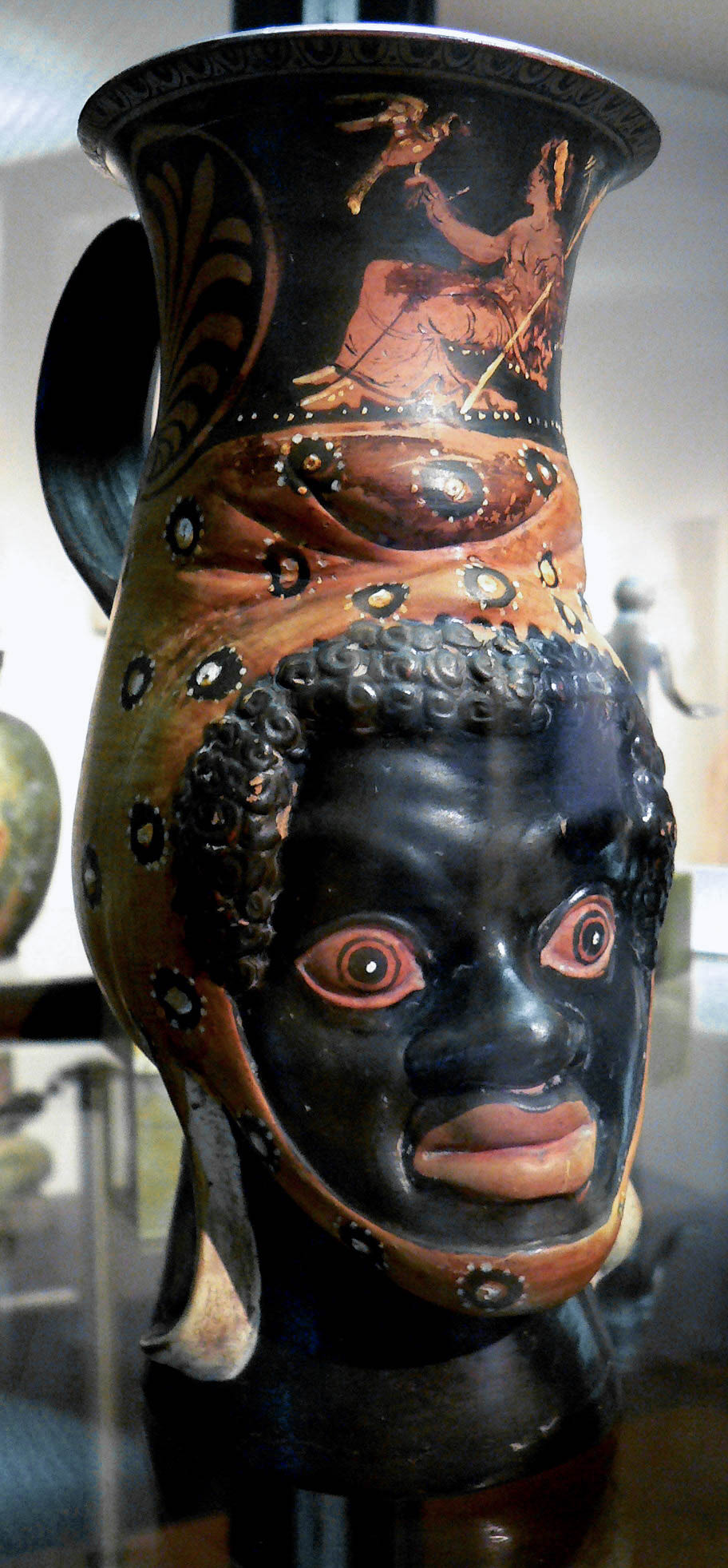
Olpé, vase plastique, "tête d'Ethiopien", 320. H. 20 cm., cercle du Peintre de Darius. BNF, Médailles et Antiques

La céramique apulienne à figures rouges est le nom donné à la céramique antique produite à Tarente et en Apulie, entre les années 430 et 300 av. J.-C. ; ayant connu une vaste diffusion en Italie méridionale, la céramique apulienne est une des principales écoles stylistiques et techniques des productions italiotes qui émergent à la fin du Ve siècle av. J.-C. dans les colonies grecques d'Italie, avant leur progressif déclin et leur remplacement par les productions campaniennes au IIIe siècle av. J.-C.

## Origines
Le centre de production était Tarente, la seule grande colonie grecque d'Apulie. On y distingue deux styles, le style simple et le style orné : le premier style n'utilise la couleur qu'en appoint et se retrouve principalement dans la décoration des cratères campaniformes, des cratères à colonnettes et des vases moyens (hydries, pélikai). L'ornementation est sommaire et la composition fait généralement intervenir moins de quatre personnages (par exemple chez le Peintre de Sisyphe). Les principaux thèmes sont d'inspiration mythologique, mais on trouve aussi des visages de femme, des guerriers au combat ou sur le départ, ou encore le thiase dionysiaque. Au verso, ce sont souvent des jeunes hommes drapés. Vers le milieu du IVe siècle av. J.-C., quelques artistes (comme le Peintre de Varrese (en)) pratiquèrent le style orné.

## Typologie des vases
Les maîtres du style orné marquaient une préférence pour la décoration de vases de grandes dimensions, comme les cratères à volutes, les amphores, les loutrophores ou les hydries, qui leur offraient un espace où ils pouvaient donner toute la mesure de leur expression. La surface du vase, divisée en zones, comporte parfois jusqu'à vingt personnages. Les couleurs (où dominent le rouge, le blanc et le jaune d'or) sont employées à profusion. Si dans un premier temps les vases étaient encore peu ornés, vers le deuxième quart du IVe siècle av. J.-C. les peintres se mirent à couvrir les parois et les parties secondaires de décorations ornementales. Vers cette époque, les représentations en perspective apparaissent : elles concernent des édifices, souvent le palais des Enfers, et les naiskoï. Puis à partir de 360 av. J.-Chr., les scènes de visite au tombeau avec offrandes se multiplient : l’artiste représente alors souvent une tombe stylisée ou des personnages groupés autour d’une stèle. Les plus importants artistes de ce mouvement sont le Peintre de  l’Ilioupersis, le Peintre de Lycurgue, le Peintre de  Darius et le Peintre de  Baltimore. Le Peintre des Enfers est le  compagnon d'atelier le plus important du Peintre de  Darius. On attribue à cet atelier plus de 2 000 vases, soit environ 20 % de tous les vases à figures rouges d'Apulie.

## Motifs décoratifs
Les thèmes les plus fréquents empruntés à la mythologie sont les banquets des Dieux, la guerre des Amazones, Bellérophon et Héraclès, ainsi que des scènes tirées du cycle des Troyens. On trouve en outre des épisodes de légendes peu représentées dans le reste de l'art antique. Plusieurs scènes, aux motifs dionysiaques ou érotiques, s'inscrivent dans le cadre de la culture funéraire et du culte des morts des peuples méditerranéens anciens. C'est surtout grâce à la peinture sur vases que l'on peut se faire une idée des représentations antiques de l'Au-delà. Les visages féminins semblant fleurir d'un bouton ou s'insérant entre deux rangées relèvent de la même symbolique. Parfois ces visages féminins sont remplacés par ceux de Pan, d’Hermès ou d’Orientaux. Vers la seconde moitié du IVe siècle, les scènes de mariages, les portraits de femmes ou les scènes érotiques deviennent à la mode. On peut même voir des scènes théâtrales (aussi bien des tragédies que des farces, ou phlyaques) sur les vases d'Apulie et d'autres vases de Grande-Grèce, alors que l'on n'en voit jamais sur les vases attiques ; et parallèlement, après 370 av. J.-Chr. , les scènes de la vie quotidienne et athlètes disparaissent presque entièrement du répertoire pictural.
L'expression des sentiments se manifeste parfois jusque dans les visages. C'est le cas du cratère à volutes attribué au Peintre de Varrese, conservé au Musée de Boston, et qui présente Achille et Phénix aux visages marqués par la désolation,au-dessus du corps décapité de Thersite .
Le style orné apulien a influencé certaines des autres écoles régionales à figures rouges, peut-être à travers des déplacements d'artisans. Outre la céramique à figures rouges, ceux-ci produisaient aussi des céramiques à vernis noir, à peinture superposée (vases de Gnathia, Xenon Group) et des vases à peinture mate polychromes (vases de Canosa).
|  |